# 日丹科山脉
日丹科山脉（俄语：Хребет Жданко）是库页岛东岸的山脉，长13公里，宽2公里，最高点日丹科山海拔682米。众多河和溪由该山脉流入鄂霍次克海，南端为普加乔夫卡河分隔。